# Gransmore Green
Gransmore Green is een gehucht in het bestuurlijke gebied Uttlesford, in het Engelse graafschap Essex. Het maakt deel van de civil parish Felsted.